# Le Cavalier seul
Pour les articles homonymes, voir Cavalier seul.
Le Cavalier seul est un roman de Jean de La Varende publié en 1956 aux éditions Flammarion. Il a été écrit pendant l'automne et l'hiver 1954, au Chamblac.

## Suite romanesque
Le Cavalier seul est le premier opus d'une trilogie, contant l'histoire d'un couple de deux êtres très différents : Jean, marquis d'Anville, et sa jeune épouse dont le père (ancien régisseur du domaine) avait réussi à racheter le domaine, Hermance Lefebvre. Mariage d'intérêt, la mésalliance est au cœur de toute l'histoire, mais l'amour finit par triompher. Ce roman est suivi de Cœur pensif (1957) et de La Partisane (1959).

## Synopsis
Jean Hoctot d'Anville est un noble de bonne souche, fier de son nom et de sa terre. Fervent royaliste et homme de guerre, c'est un ancien chouan en exil, aimant les chevauchées, son caractère est d'un seul morceau, qui va d'un extrême à l'autre. Après huit années d'exil passées en Allemagne, il a trente-deux ans, il reçoit en 1809 une lettre d'Alcime Lefebvre, fidèle serviteur des Hoctot, qui a sauvé les terres pendant la Révolution. Ces terres, c'est la terre normande d'Anville-les-Augerons. Il rentre sur-le-champ en France, mais à pied, laissant des amis qui l'ont apprécié, et la jeune Fridel, de onze ans sa cadette, une jeune fille amoureuse.
Le marquis d'Anville retrouve sa terre, son château, les portraits des ancêtres et son « pays ». Mais le fait que Monsieur Lefebvre, son ancien fermier, soit loyal à sa famille, comme d'Anville l'est à son roi, met le marquis en porte-à-faux. Son notaire lui conseille d'épouser la seule fille de Lefebvre, Ermance. Épouser l'héritière, c'est renouer avec sa terre. Il accepte.
L'enfant se faisant attendre, d'Anville, trouve sa femme trop froide, et tente de l'initier à l'histoire de sa famille, à sa parenté, mais le marquis est un esprit ombrageux, prompt à s'emporter. Un jeune gentilhomme de leurs voisins, Jacques de Sauves, d'un style efféminé, trouve plaisir à entretenir des conversations et causeries de salon chez les d'Anville. Le marquis, homme de chasse, s'y sent mal à l'aise. Très vite il est atteint par la jalousie. Il rugit dans son être contre le sentiment d'avoir été trompé par sa femme. Elle lui avoue son amour pour le jeune Sauves, que le retour du marquis avait écarté. Au matin du 24 mai 1812, d'Anville cède à sa femme tous ses biens, et repart à pied, d'où il était revenu. Rentré à Vieux-Brisach, il retourne chez le conseiller Schiller, mais sa fille Fridel est maintenant mariée...
En Allemagne, Jean Hoctot, refait le pèlerinage de l'émigration. Dans un silence de renoncement, d'abord, comme pour oublier son malheur, veut se mettre au service de particulier, pour s'occuper de leurs jardins. Découvrant que sa douce Fridel a épousé un homme qu'il haïssait, il veut de nouveau quitter l'Allemagne. Croyant qu'il veut tuer ce mari gênant, Schiller le fait arrêter comme fugitif. Il reste donc de force, mais sort de prison.
Loin de sa Normandie, il trouve pour l'accueillir les bras blancs d'une tendre comtesse allemande, Madeleine de Bercheinstattenz. Auprès d'elle, il oublie sa terre natale, mais ses compatriotes, eux, ne l'oublient pas. Certains nobles allemands ont pactisé avec Napoléon, et, ceux-là, des officines ont décidé de les supprimer. Jean d'Anville, en bon soldat du roi, accepte ainsi de se charger d'une de ces missions punitives.
Ce qu'il ne sait pas, pendant ce temps, c'est qu'à Anville, Ermance qu'il a abandonnée et dont il s'imagine qu'elle l'a trompé, est tombée enceinte. Il apprend cette nouvelle mais ne pense pas être le père. Il faut les éléments que lui apporte un marquis provençal, Forbin, qui, connaissant Sauves, réussit un peu à lui faire douter de ses certitudes. Comme Jean d'Anville tombe malade et dans sa torpeur et son indifférence d'une vie de droiture qu'il va peut-être quitter, il revoit clairement la nuit de la conception de cet enfant attendu. Ermance, se sachant soupçonnée, reconnaît ses torts et sa rêverie, mais elle pose à son mari un ultimatum. S'il n'est pas revenu dans les trois mois après la naissance de l'enfant, elle divorcera. Sans dire oui, Anville apprend la mort de son beau-père et autorise son inhumation dans le caveau de famille.

Son ami Forbin le questionne. Anville est fier, intègre, mais Forbin ne cesse pas. Jean n'aime pas cette femme, mais ses amours indifférentes allemandes le taraudent. S'il revenait à Anville, il craint de rentrer chez lui et d'en n'être plus le maître, mais le régisseur.
Sa mission accomplie, il ne sait pas encore que c'est le père de Méleine, qu'il a frappé. La trouvant en larmes, cet événement lui fait retourner son cœur et dans son orgueil, il entrevoit bien son devoir et les moyens de l'accomplir.
Avril 1813, d'Anville revient sans savoir que l'enfant est né. Il revient las, portant le poids d'un double remords. Ermance a accouché d'un beau garçon dont la ressemblance avec le marquis est frappante. Maintenant, ce jeune enfant est le maître du domaine.

## Citations
- « Tout vaut mieux que le regret. »
- « La guerre a sa valeur en soi. Peu importe pour qui ou pour quoi. »
- « Et le cavalier seul, poursuivant son ombre, marchait la tête levée vers le ciel. »

## Éditions
- Le Cavalier seul, Paris : éditions Flammarion, 1956, 284 p.
- Le Cavalier seul, Paris : Livre de poche, 1968, 256 p.
- Le Cavalier seul, Paris : Livre de poche, 1972 -  (ISBN 9783011232509)
- Le Cavalier seul, Paris : éditions Flammarion, 1995  -  (ISBN 2-08-050395-2)